# Telgte
Telgte is een stad en gemeente in de Duitse deelstaat Noordrijn-Westfalen, gelegen in de Kreis Warendorf. De gemeente Telgte telt 19.841 inwoners (31 december 2020) op een oppervlakte van 90,70 km². Het is een bedevaartsoord van de Rooms-Katholieke Kerk.

## Indeling van de gemeente

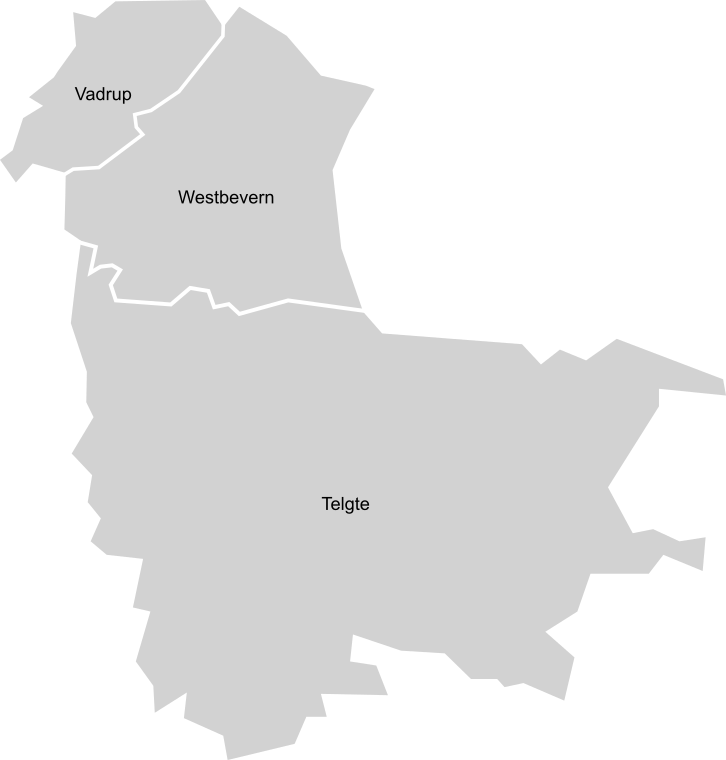
Ortsteile van Telgte
Voormalig gemeente-wapen Westbevern

Telgte bestaat uit de kernstad Telgte, en daarnaast uit het dorp Westbevern met circa 4.000 inwoners, en dan nog verder noordelijk Vadrup met ruim 2.000 inwoners.

## Ligging, infrastructuur

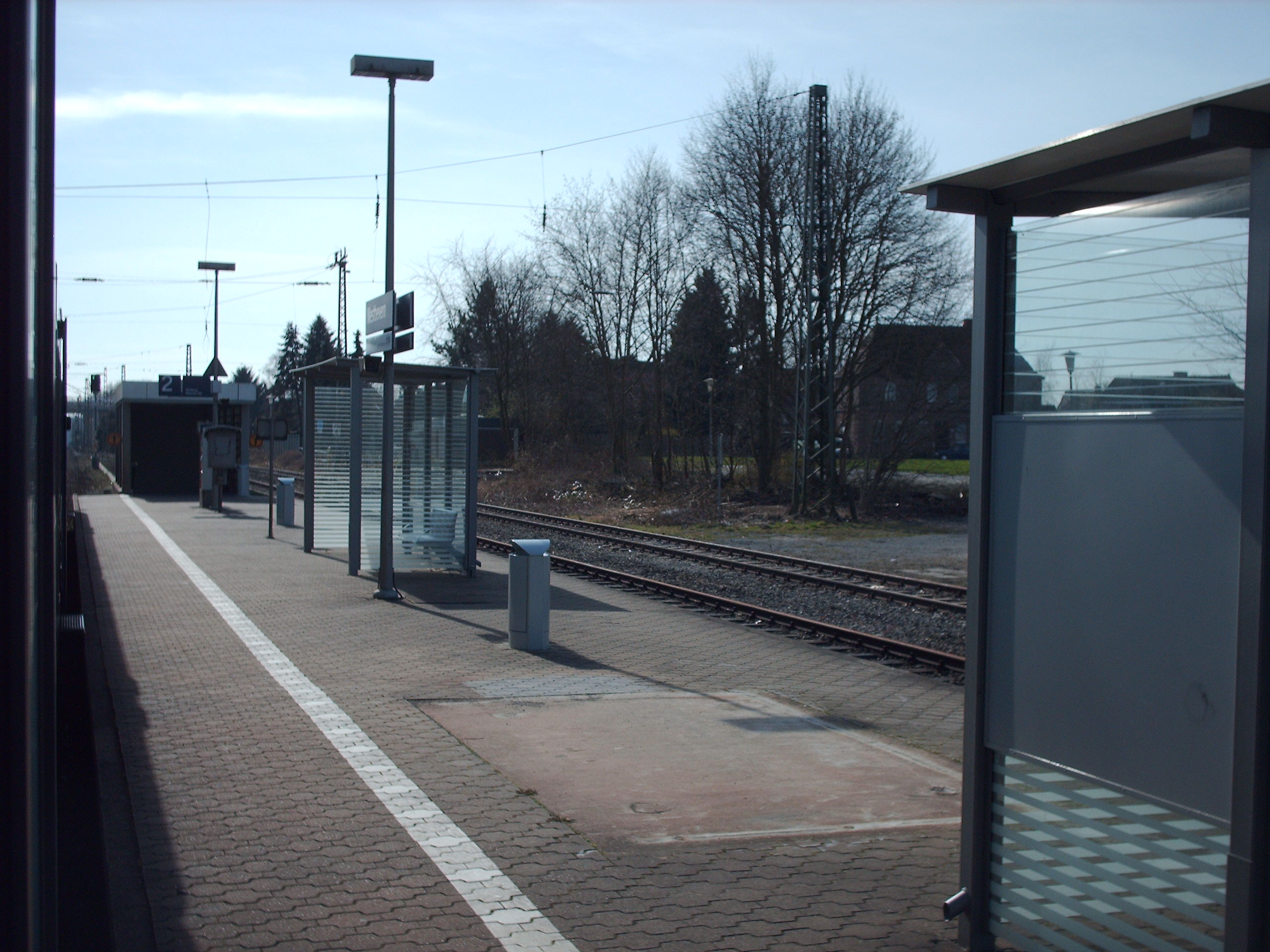
Station Westbevern te Vadrup
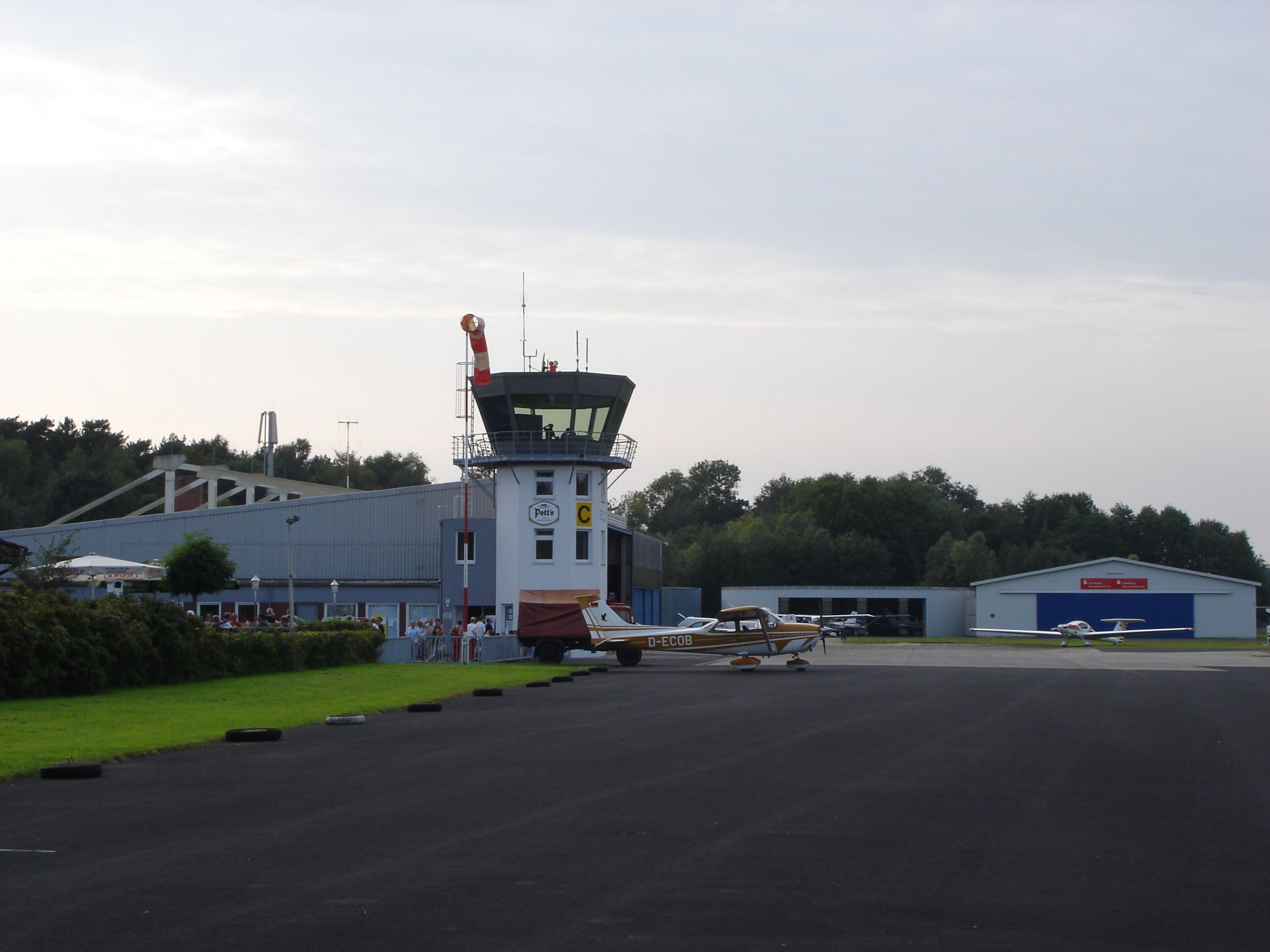
Flugplatz Münster-Telgte

Telgte ligt in het oostelijke Münsterland tussen de stad Münster en Warendorf.

### Buurgemeentes
- In het westen: Münster
- In het noordwesten: Greven
- In het noorden: Ostbevern
- In het oosten: Warendorf
- In het zuiden en zuidoosten: Everswinkel

### Wegverkeer
Door de gemeente lopen de Bundesstraße 64, richting Paderborn, en de Bundesstraße 51, richting Münster en Osnabrück.
Een regionale weg loopt vanuit Telgte 20 km noordwestwaarts naar Greven. Direct voor Greven kruist deze weg bij afrit 76 de A1. Dit is de snelste route van Telgte naar een Autobahn. Het dorp Vadrup, 6 km ten noordwesten van Telgte, ligt ook aan deze weg.

### Openbaar vervoer
Door het uiterste noorden van de gemeente loopt de spoorlijn Wanne-Eickel - Hamburg. Aan deze spoorlijn ligt station Westbevern, waar stoptreinen van en naar o.a. Osnabrück Hauptbahnhof en Münster Hauptbahnhof stoppen. Station Westbevern ligt officieel in Vadrup.
Station Telgte ligt aan de spoorlijn Münster - Rheda-Wiedenbrück.
Diverse lijnbussen, waarvan er één 's nachts rijdt,  verbinden Telgte met de stad Münster. Een van die buslijnen rijdt ook vanuit Münster langs het Waldfriedhof.

### Overige
Telgte ligt aan de bovenloop van de Eems, die alleen voor de pleziervaart bevaarbaar is. Bij de watermolen van Haus Langen bij Westbevern mondt een 39 km lang zijriviertje, de Bever, in de Eems uit.
Telgte heeft sedert 1964 ten zuiden van de stad een klein vliegveld. Deze Flugplatz Münster-Telgte is vooral bedoeld voor kleine zaken- en hobbyvliegtuigen, ULV's  en helikopters. Het veld heeft ICAO-code EDLT, en heeft één geasfalteerde start- en landingsbaan van 850 m × 20 m. Men kan van hieruit parachutespringen leren.

## Economie
Een bedrijf met de naam Winkhaus Gruppe heeft zijn hoofdzetel aan een naar de oprichter ervan genoemde straat te Telgte. Het produceert in Telgte zelf (600 personeelsleden) raamkozijnen, hang-en sluitwerk voor ramen en deuren. Elders, o.a. te Meiningen worden ook aan deuren gekoppelde alarminstallaties, toegangscontrolesystemen e.d. gemaakt.

## Geschiedenis
In de tijd van Karel de Grote leefden hier Saksen, die, vanuit een door bisschop  Liudger te Telgte gesticht houten kerkje, tot het christendom zouden zijn bekeerd. De plaats bestond oorspronkelijk slechts uit twee boerenhoeven, waarvan er één Telgoth heette. Deze naam hangt waarschijnlijk samen met het Nederlandse woord telg (betekenis: boompje, spruit of kind); vandaar het boompje in het stadswapen.  Deze hoeven lagen op een gunstige plek: hier lag een voorde in de Eems, en was een splitsing van twee handelsroutes. Telgte kreeg van de aartsbisschop van Münster stadsrechten in 1238. In 1469 werd Telgte voor het eerst vermeld als lid van de Hanze. In de 16e eeuw werd Telgte enige malen door rampen getroffen, met name enige grote branden aan het begin van die eeuw en drie pest-epidemieën aan het einde ervan. De stad is bekend om haar kapel met een beeld van de Moeder van Smarten.
In 1975 werd de gemeente Westbevern in het kader van een gemeentelijke herindeling bij Telgte gevoegd. Het tot dan toe bij Westbevern behorende dorp Brock werd echter aan de gemeente Ostbevern toegevoegd.
Op 12 juli 2024 trof een tornado de stad. Een winkelpand werd grotendeels verwoest. Volgens de Duitse TV-zender WDR bedroeg de schade 10 miljoen euro. Er vielen geen doden of ernstig gewonden.

## Bedevaarten; bezienswaardige kerken e.d.

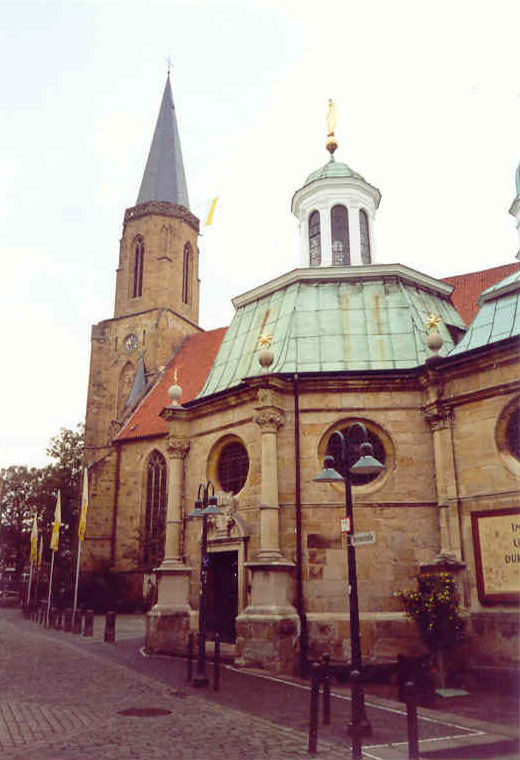
Bedevaartskapel voor de St.-Clemenskerk
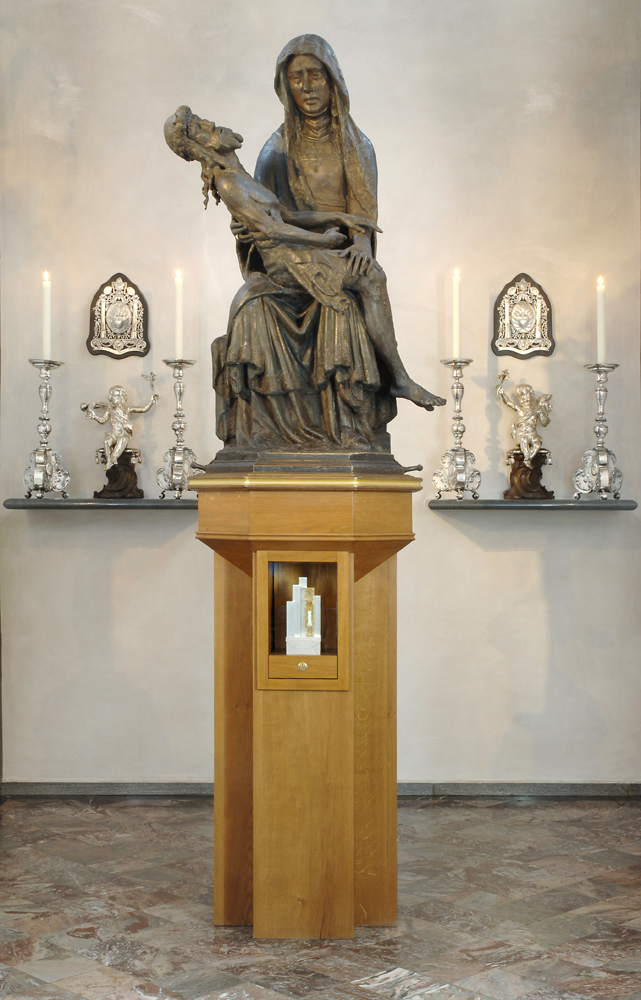
Genadebeeld Mater Dolorosa in de kapel, doel van bedevaarten
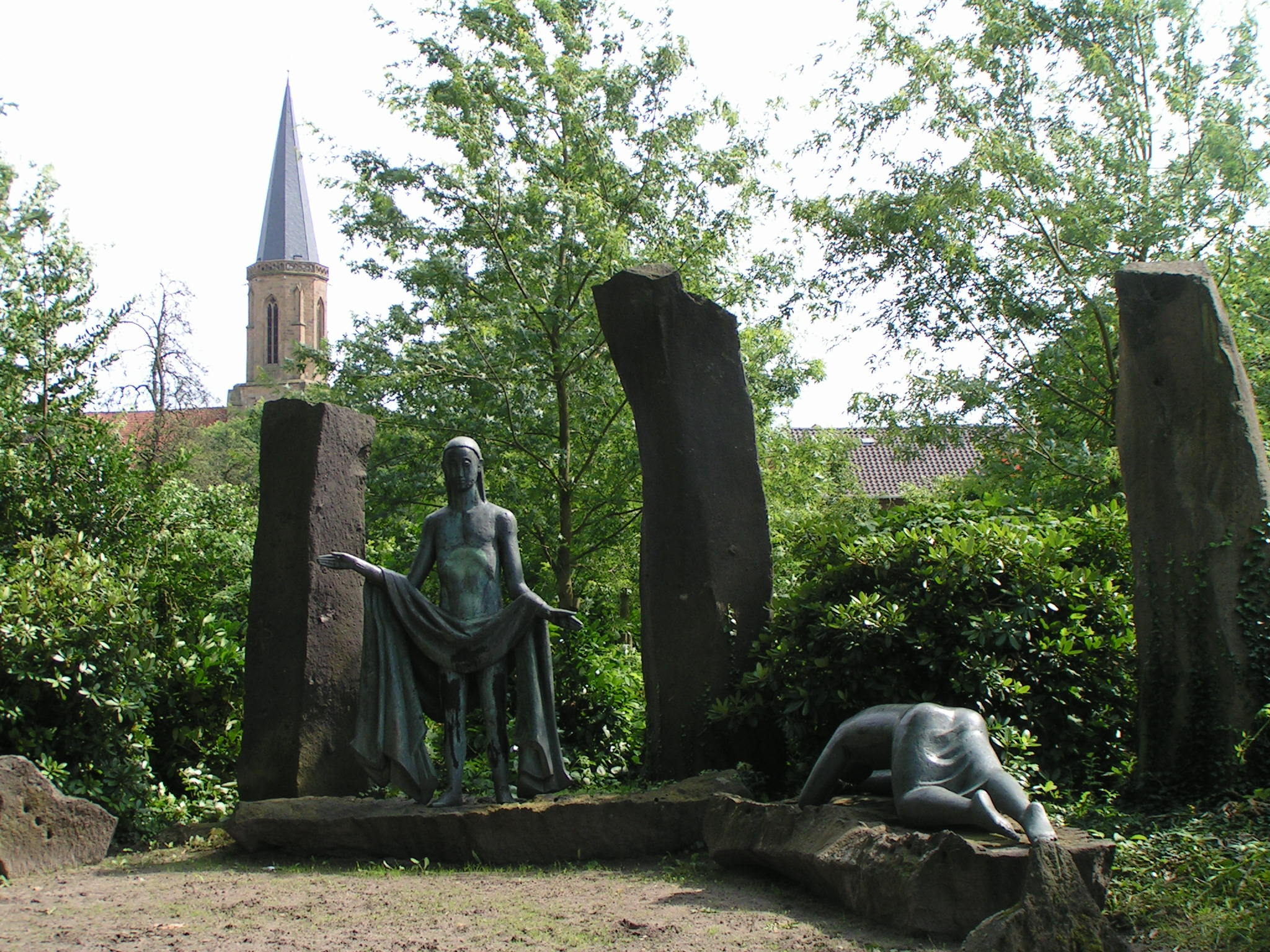
Kruisweg nabij de Eems
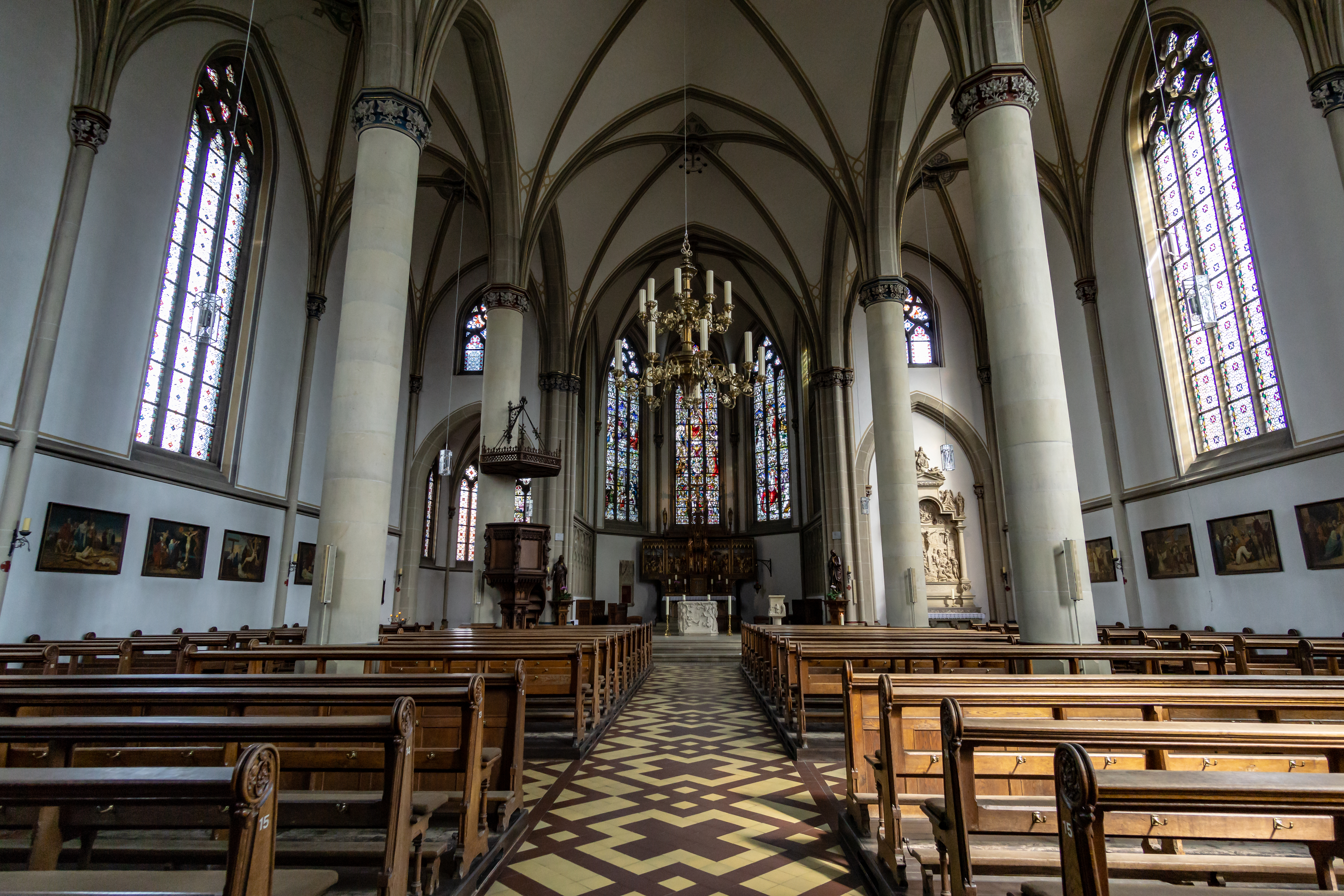
Interieur St. Cornelius- en Cyprianuskerk, Westbevern
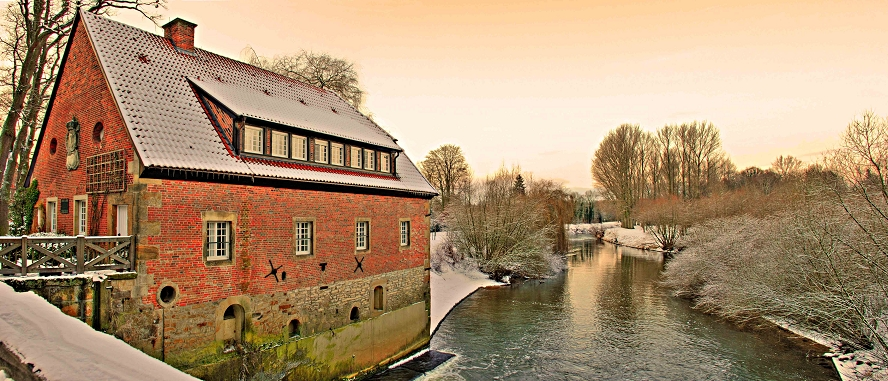
Christoph-Bernsmeyer-Haus (voormalige watermolen)

- De rond 1650 gebouwde bedevaartskapel, waarin een piëta, het rond 1370 gemaakte genadebeeld Mater Dolorosa staat, is het doel van de jaarlijkse, sedert het midden van de 19e eeuw,  in juli[3] plaatsvindende, bedevaarten naar Telgte. Deze tochten gelden als de belangrijkste Maria-bedevaarten van geheel Duitsland. De tweedaagse bedevaart (te voet), waaraan soms wel achtduizend pelgrims deelnemen, begint in de nacht van vrijdag op zaterdag om half twee met een mis te Osnabrück, waarna de stoet om drie uur vertrekt. De volgende middag rond vier uur bereikt de stoet de kapel in Telgte. Op zaterdagavond wordt de bedevaart met een plechtige Heilige Mis vervolgd. Op zondag gaan de pelgrims, na twee missen zeer vroeg in de morgen, te voet via Bad Iburg terug naar Oesede bij Georgsmarienhütte, waar de bedevaart met een avondmis wordt afgesloten. Na de Tweede Wereldoorlog vond de bedevaart elk jaar doorgang; pas in 2020 werd zij voor het eerst afgelast vanwege de covid-19-pandemie.

Ook buiten deze georganiseerde pelgrimage om bezoeken jaarlijks meer dan 140.000 mensen de bedevaartskapel. Op Hemelvaartsdag vindt op de Planwiese nog een zogenaamde koetsenbedevaart plaats, die vanwege de historische koetsen in de stoet eerder een toeristisch dan een religieus evenement genoemd kan worden. 
- Dicht bij de bedevaartkapel staat de in de eerste helft van de 16e eeuw gebouwde, laatgotische, Sint-Clemenskerk.
- Belangrijk in dit verband is het in 2011 na renovatie heropende museum voor religieuze kunst RELíGIO – Westfälisches Museum für religiöse Kultur. Tot de collectie behoort de hongerdoek van Telgte (1623), met afbeeldingen van het leven, de lijdensgeschiedenis en de opstanding van Jezus Christus. In de tijd rond kerstmis stelt het museum meestal een bijzondere collectie kerststallen tentoon, hoewel de interessantste kerststallen permanent te zien zijn.
- De St. Cornelius- en  Cyprianuskerk te Westbevern
- Markant, maar niet te bezichtigen, is het Christoph-Bernsmeyer-Haus, een grote, voormalige watermolen. Het 18e-eeuwse, dicht bij de Eems staande complex is in gebruik als priorij van een strenge nonnenkloosterorde.
- Het grote Waldfriedhof Lauheide, het grootste kerkhof van de stad Münster, ligt op het grondgebied van Telgte. Een gedeelte van het terrein is fraai en ecologisch waardevol natuurgebied.

## Overige bezienswaardigheden, toerisme
- Op diverse plaatsen in de stad staan nog fraaie oude huizen uit de 16e t/m de 18e eeuw.
- Het grote evenemententerrein Planwiese is jaarlijks de locatie van talrijke evenementen, waaronder muziekfestivals, concerten, een ballonnenfiësta, middeleeuwse markten enz. Ook worden wel eens installaties (moderne kunstwerken, al dan niet met een tijdelijk bestaan) op het terrein opgesteld.
- De gemeente is opgenomen in drie van de grote fietsroutes van het Münsterland, waaronder één internationale route.
- Haus Langen bij Westbevern was oorspronkelijk een door ministerialen van het Prinsbisdom Münster bewoond kasteel. Verschillende adellijke geslachten hebben het in de loop der eeuwen bewoond. Daaronder is het geslacht Von Langen, waar het kasteel naar genoemd werd, en wel het geslacht Von Langen  mit den Rauten, met de ruiten in het familiewapen. Van het complex is nog een (bewoond) bijgebouw bewaard gebleven, en de schilderachtige watermolen, die aan een toeristische fietsroute ligt.
- De gemeente is rijk aan natuurschoon, onder andere langs de oevers van de Eems, waar het uitgestrekte Naturschutzgebiet NSG Emsaue gelegen is. Door natuurherstel moeten hier op termijn ook ooibossen (Auwälder) ontstaan. Een gedeelte van dit oeverland is ontwikkeld als door grote grazers begraasd weidegebied.
- De markante Marienlinde, uit hout waarvan het genadebeeld (zie boven) zou zijn gesneden, is met ruim 750 jaar een van de oudste bomen van geheel Duitsland.
- Bescheiden brandewijnstokerijmuseum (Kornbrennereimuseum), gebouwd in 1900, met expositieruimte voor hedendaagse kunst
- Direct ten westen van het Waldfriedhof Lauheide, nog net op Telgter grondgebied, ligt de Kunstgarten Lauheide. In deze artistiek aangelegde tuin zijn sedert circa het jaar 2000 vele kunstvoorwerpen, gemaakt van door anderen als afval weggegooide voorwerpen, op harmonieuze wijze verwerkt. De markante persoon, Karl Erich Böttcher, die de tuin inrichtte en bekend maakte, door er interessante rondleidingen te geven, is in april 2022 op 86-jarige leeftijd overleden.  De tuin is overdag gratis toegankelijk gebleven.

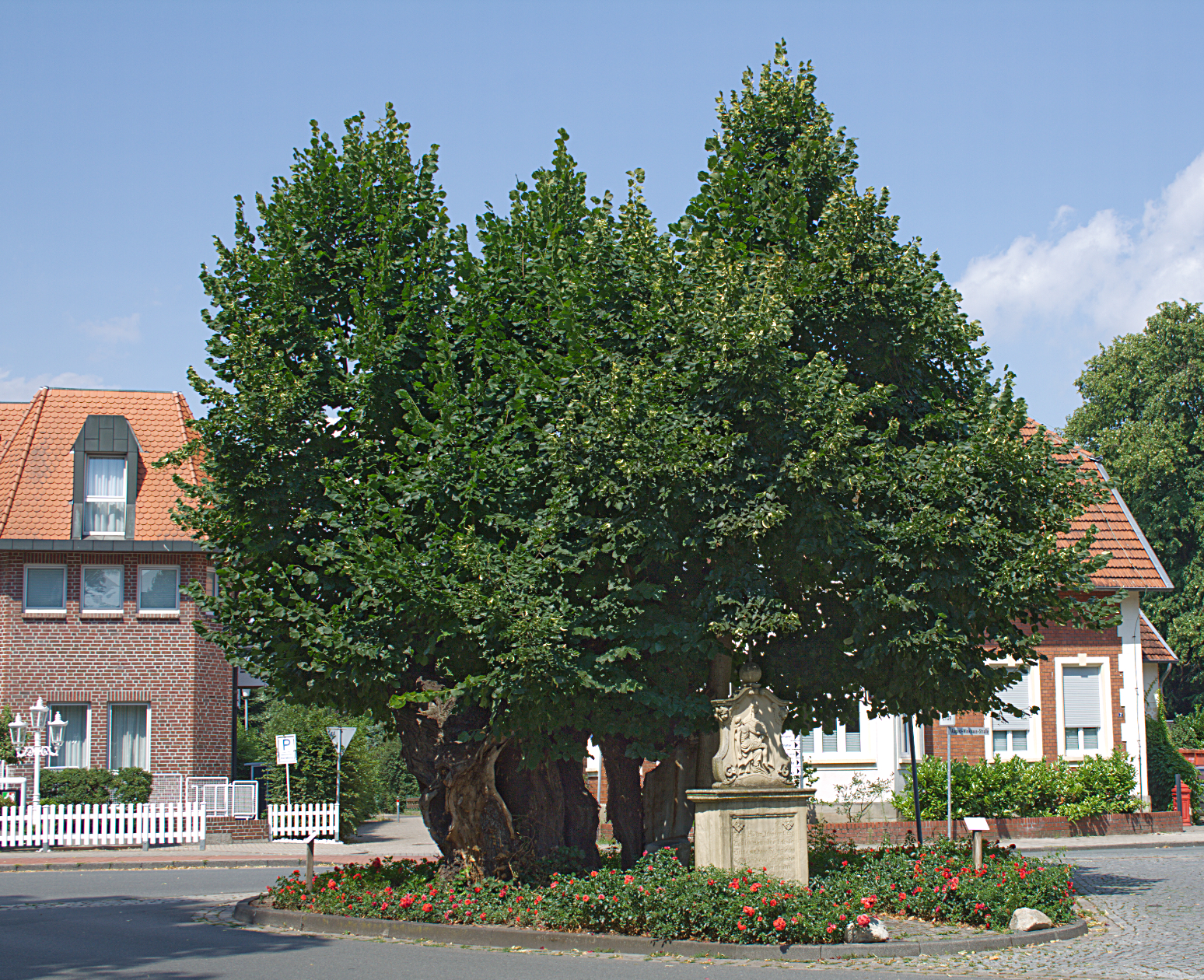
Maria-linde, Münsterpoort (2013)
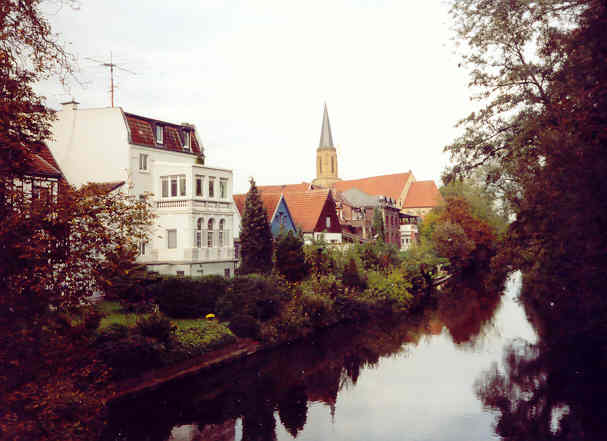
Zicht op de schilderachtige oude stad en de Eems
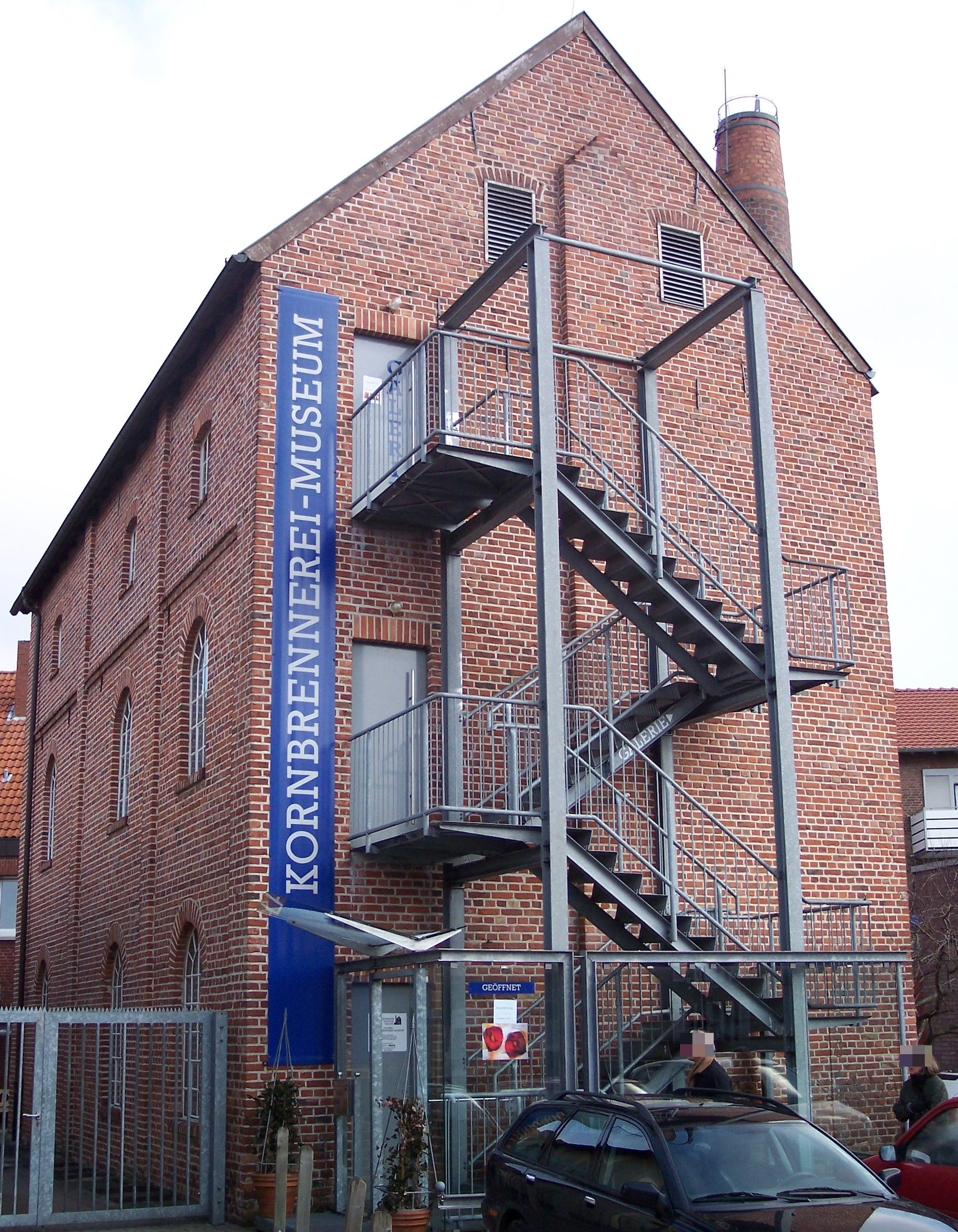
Kornbrennerei-museum
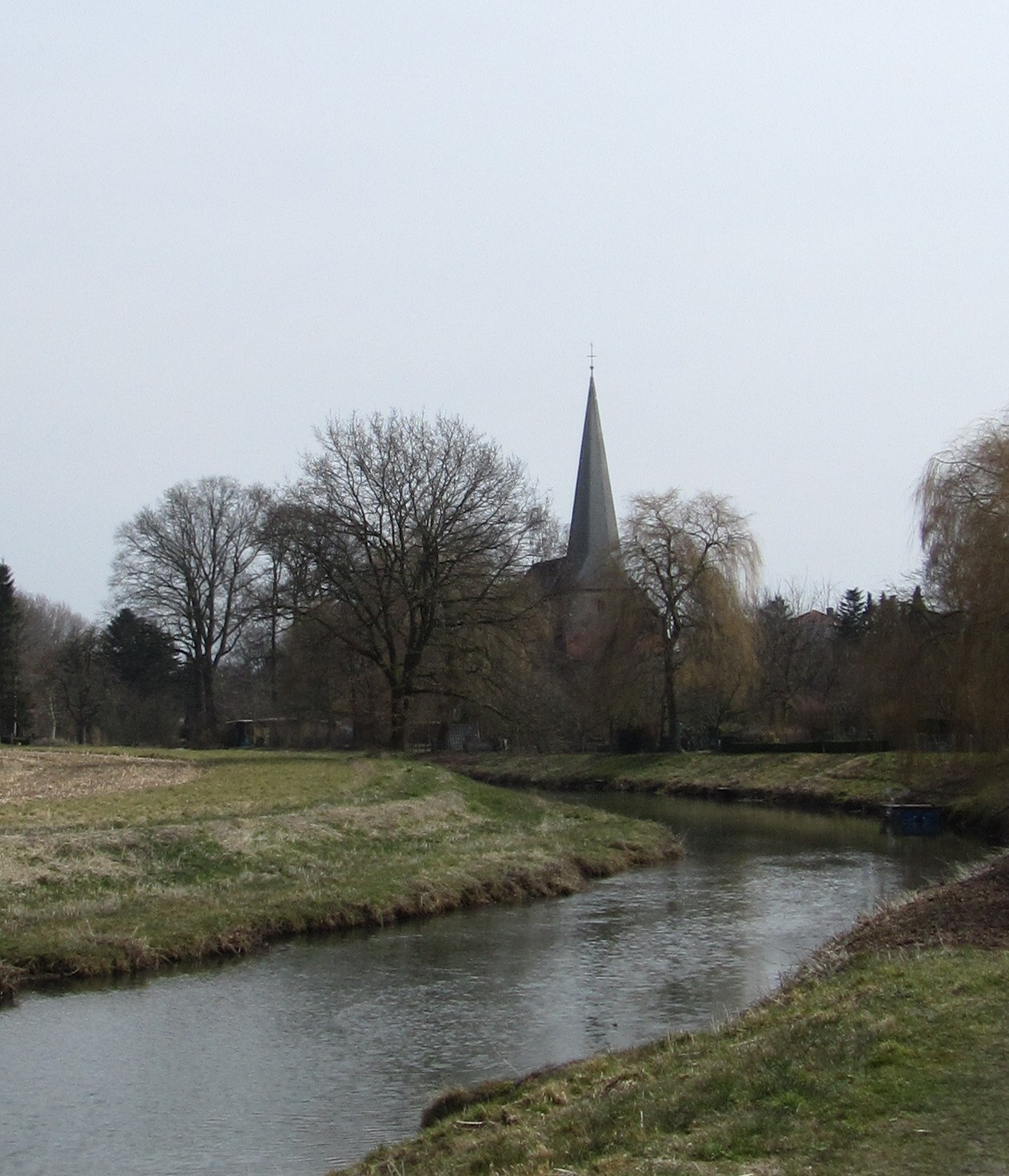
Westbevern aan de beek Bever
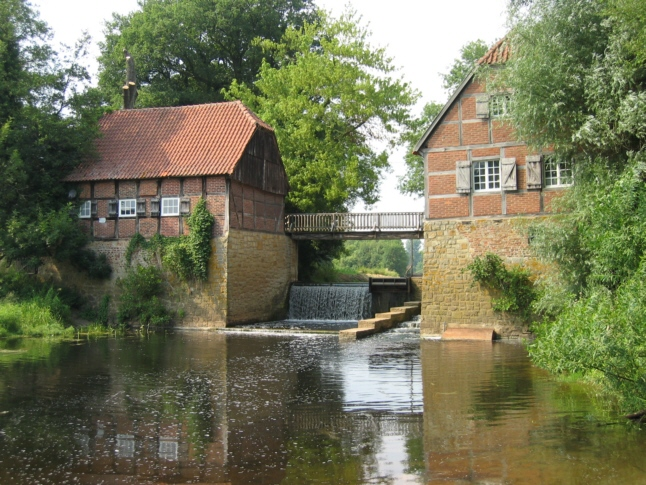
Watermolen bij Haus Langen

## Partnersteden
- Tomball, Texas, Verenigde Staten
- Stoepino (Ступино), Rusland, sedert 1995
- Polanica Zdrój, Silezië, Polen

## Belangrijke personen in relatie tot de gemeente
- Alfons Lütke-Westhues (Westbevern, 17 mei 1930 - Warendorf, 8 maart 2004) succesvol springruiter; ook zijn vier jaar oudere broer August, eveneens een succesvol springruiter, werd hier geboren. Beide broers zijn ereburgers van de stad geworden.
- Sophia Kleinherne (Telgte, 12 april 2000), voetbalster

## Trivia
- In 1979 schreef Günter Grass een boek Das Treffen in Telgte (Nederlandse vertaling van Peter Kaaij,  1984: Trefpunt Telgte), dat zich in 1647 in Telgte afspeelt, en de laatste periode van de Dertigjarige Oorlog en de totstandkoming van de Westfaalse Vrede van 1648 behandelt.
- Een stadswijk van de stad Peine heet ook Telgte.